# اسپلش و بوتس
اسپلش و بوتس (انگلیسی: Splash'N Boots) نام یک گروه دونفره موسیقی کانادایی ویژهٔ کودکان است.
اعضاء گروه مشتمل بر «نیک آدامز» (اسپلش) و «تَس لِویت» (بوتس) است و ایندو، این گروه موسیقی را در سال ۲۰۰۳ میلادی و حین تحصیل در «دانشگاه کویینز» در «کینگستون، انتاریو» به عنوان یک پروژه دانشجویی به راه انداختند.
در سال ۲۰۱۴ میلادی، «اسپلش و بوتس»، نامزد دریافت «جایزه جونو» در شاخهٔ «آلبوم سال برای موسیقی کودکان» شدند. نام آلبوم آنها، «بچه‌ها، لنگهٔ پدر مادرهاشون هستند.» بود.
در سال‌های ۲۰۰۷، ۲۰۱۲ و ۲۰۱۴، این گروه موسیقی برندهٔ «جایزهٔ مستقل موسیقیِ سایروس ایکس‌اِم برای هنرمند/گروه موسیقی دونفره کودکان» شدند.